# Fantasy Records
Fantasy Records was een Amerikaans muzieklabel, dat in 1949 werd opgericht door Max en Sol Weiss in San Francisco. Als sublabel kwam in 1951 Galaxy Records erbij.

## Geschiedenis
Aanvankelijk werden hoofdzakelijk jazzplaten uitgebracht, o.a. van Dave Brubeck, Gerry Mulligan, Chet Baker en Cal Tjader, maar ook de folkzangeres Odetta, de beatdichters Lawrence Ferlinghetti, Allen Ginsberg en de komiek Lenny Bruce.
In 1967 nam Saul Zaentz, sinds 1955 in de distributie bij Fantasy Records, met behulp van een reeks investeerders het bedrijf over van de oprichters. Weinig later contracteerde hij Creedence Clearwater Revival, die met hun enorme succes het label hielpen aan een aanzienlijk groei.
Het geld werd tijdens de jaren 1970 gebruikt door de toenmalige president Ralph Kaffel om prominente jazzlabels over te nemen. In 1972 kocht Fantasy de rechten aan de opnamen en merknamen van de beide Orrin Keepnews-labels Riverside Records en Milestone Records. Keepnews zelf werd tijdens de jaren 1970 hoofd van A&R. Bovendien werden Prestige Records en Debut Records overgenomen. Belangrijke jazzmuzikanten als Bill Evans, Miles Davis, Thelonious Monk, John Coltrane en het Modern Jazz Quartet waren daarmee in de catalogus. Tijdens de jaren 1980 werden deze bij het sublabel Original Jazz Classics opnieuw uitgebracht. In 1980 bracht men zelfs alle Miles Davis Prestige-opnamen uit in een box.
In 1977 werd het soullabel Stax Records overgenomen (o.a. Isaac Hayes), in 1984 het jazzlabel Contemporary Records uit Los Angeles (o.a. met westcoast-muzikanten als Shelly Manne, Art Pepper) en in 1987 het label Pablo Records van Norman Granz (o.a. Ella Fitzgerald, Sarah Vaughan, Oscar Peterson, Count Basie) uit Los Angeles. Ook tijdens de jaren 1990 werd de expansie voortgezet. Fantasy nam in 1991 het in 1946 opgerichte Specialty Records uit Los Angeles over (o.a. Little Richard, Sam Cooke) en in 1995 de twee roots-music-labels Kicking Mule Records van Ed Denson en van de gitarist Stefan Grossman en Takoma Records van de gitarist John Fahey (opgericht in 1959).
In 2004 werd Fantasy Records verkocht aan een consortium onder leiding van Norman Lear en ging dit op in Concord Records.

## Sublabels
Galaxy Records, Riverside Records, Milestone Records, Prestige Records, Debut Records, Original Jazz Classics, Stax Records, Contemporary Records, Pablo Records, Specialty Records, Kicking Mule Records, Takoma Records